# Tobo-kube
Le tobo et le kube sont deux langues huon mutuellement intelligibles parlées dans la province de Morobe en Papouasie-Nouvelle-Guinée.

## Écriture
| a | b | c | d | dz | e | é | f | g | gb | h | i | k | kp | l | m | n | ng | o | p | r | s | t | ts | u | w | y |

La traduction de la Bible, Sisipac ac Ɋelia, publiée par Global Bible Translators en 2012, utilise les lettres q ‹ q › et q hameçon ‹ ɋ › au lieu des digraphes ‹ kp › et ‹ gb ›.